# 中村乡 (开化县)
中村乡，是中华人民共和国浙江省衢州市开化县下辖的一个乡镇级行政单位。

## 行政区划
中村乡下辖以下地区：
西畈村、树范村、新门村、曹门村、张村、坑口村、茅岗村、中村和光明村。